# NGC 6269
NGC 6269 је елиптична галаксија у сазвежђу Херкул која се налази на NGC листи објеката дубоког неба.
Деклинација објекта је + 27° 51' 18" а ректасцензија 16h 57m 58,0s. Привидна величина (магнитуда) објекта NGC 6269 износи 12,4 а фотографска магнитуда 13,4. NGC 6269 је још познат и под ознакама UGC 10629, MCG 5-40-12, CGCG 169-19, NPM1G +27.0550, PGC 59332.